# بادبرگن
بادبرگن (به آلمانی: Badbergen) یک شهر در آلمان است که در اوسنابروک واقع شده‌است. بادبرگن ۴٬۴۷۳ نفر جمعیت دارد.